# Hiperaldosteronismo
Hiperaldosteronismo é uma condição médica onde um excesso de aldosterona é produzida pelas glândulas suprarrenais, resultando em excesso de sódio e falta de potássio no sangue. Isso causa pressão alta e um perigoso desequilíbrio osmótico e do PH sanguíneo.

## Classificação

### Hiperaldosteronismo primário (E26.0)
Também conhecido como Síndrome de Conn, pode ser causado por um adenoma cortical adrenal ou por hiperplasia bilateral da corteza adrenal.

### Hiperaldosteronismo secundário (E26.1)
Também conhecido como hiperreninismo, ocorre devido à superatividade do sistema renina-angiotensina e resulta em hipocalemia (baixa concentração de potássio no sangue). 
Pode ser causado por Síndrome nefrótica, por cirrose hepática ou doença cardíaca crônica.

### Outro hiperaldosteronismo (E26.8)
A síndrome de Bartter é uma doença renal congênita rara.